# 圣巴尔托洛梅德拉萨维耶尔塔斯
圣巴尔托洛梅德拉萨维耶尔塔斯，是西班牙卡斯蒂利亚-拉曼恰托莱多省的一个市镇。总面积57平方公里，总人口441人（2001年），人口密度8人/平方公里。